# Siwar Dawedi
Siwar Dawedi (10 de mayo de 2001) es una deportista tunecina que compite en judo. Ganó una medalla de oro en el Campeonato Africano de Judo de 2025, en la categoría de +78 kg.

## Palmarés internacional
| Campeonato Africano | Campeonato Africano      | Campeonato Africano | Campeonato Africano |
| Año                 | Lugar                    | Medalla             | Categoría           |
| ------------------- | ------------------------ | ------------------- | ------------------- |
| 2025                | Abiyán (Costa de Marfil) | Medalla de oro      | +78 kg              |